# Ceroptera alluaudi
Ceroptera alluaudi är en tvåvingeart som först beskrevs av Villeneuve 1917.  Ceroptera alluaudi ingår i släktet Ceroptera och familjen hoppflugor. Inga underarter finns listade i Catalogue of Life.